# Plesiommata tripunctata
Plesiommata tripunctata är en insektsart som beskrevs av Fitch 1851. Plesiommata tripunctata ingår i släktet Plesiommata och familjen dvärgstritar. Inga underarter finns listade i Catalogue of Life.